# Saint-Brieuc-de-Mauron
Saint-Brieuc-de-Mauron is een dorp en gemeente in Frankrijk, in Bretagne.

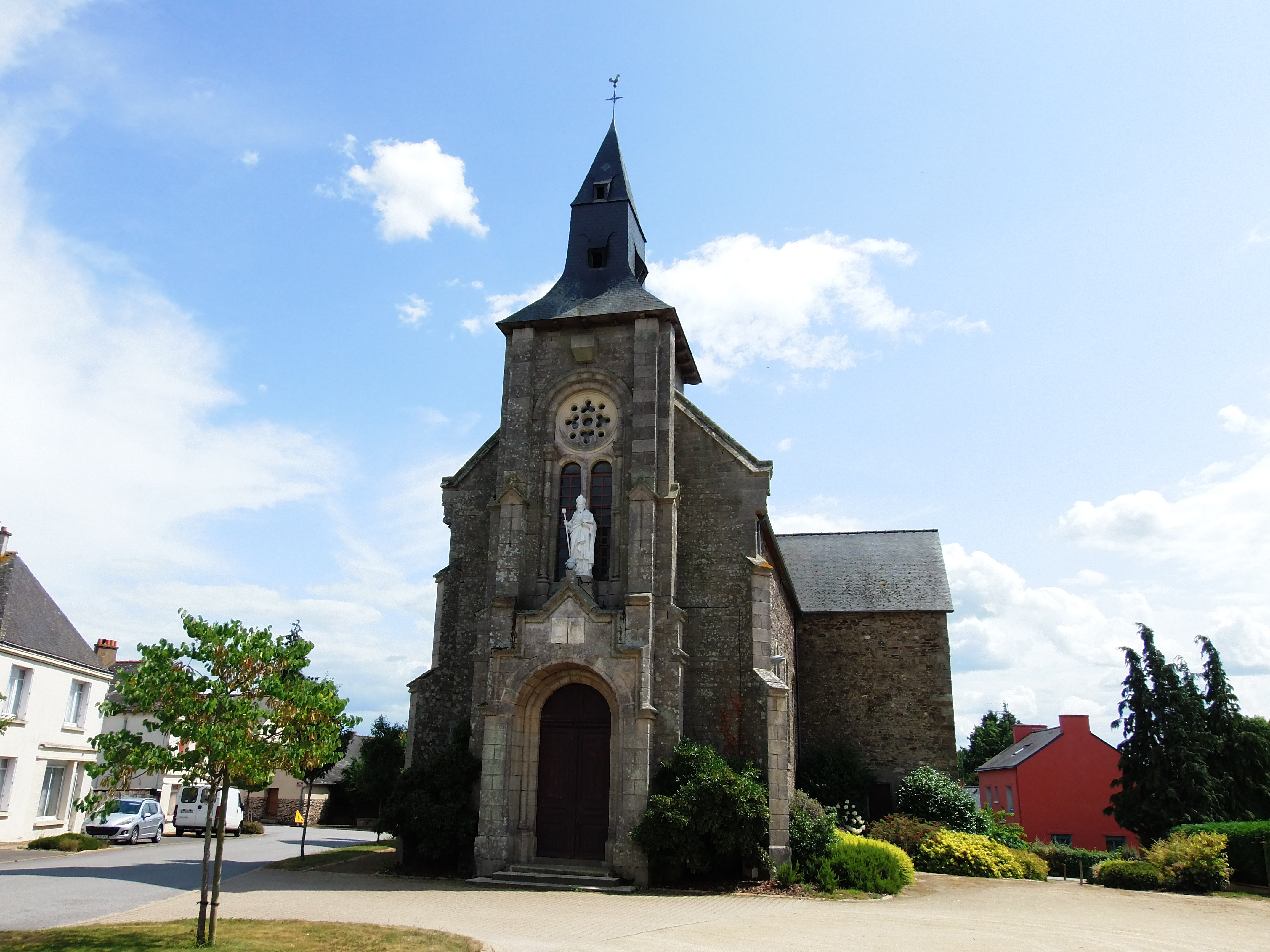
Kerk
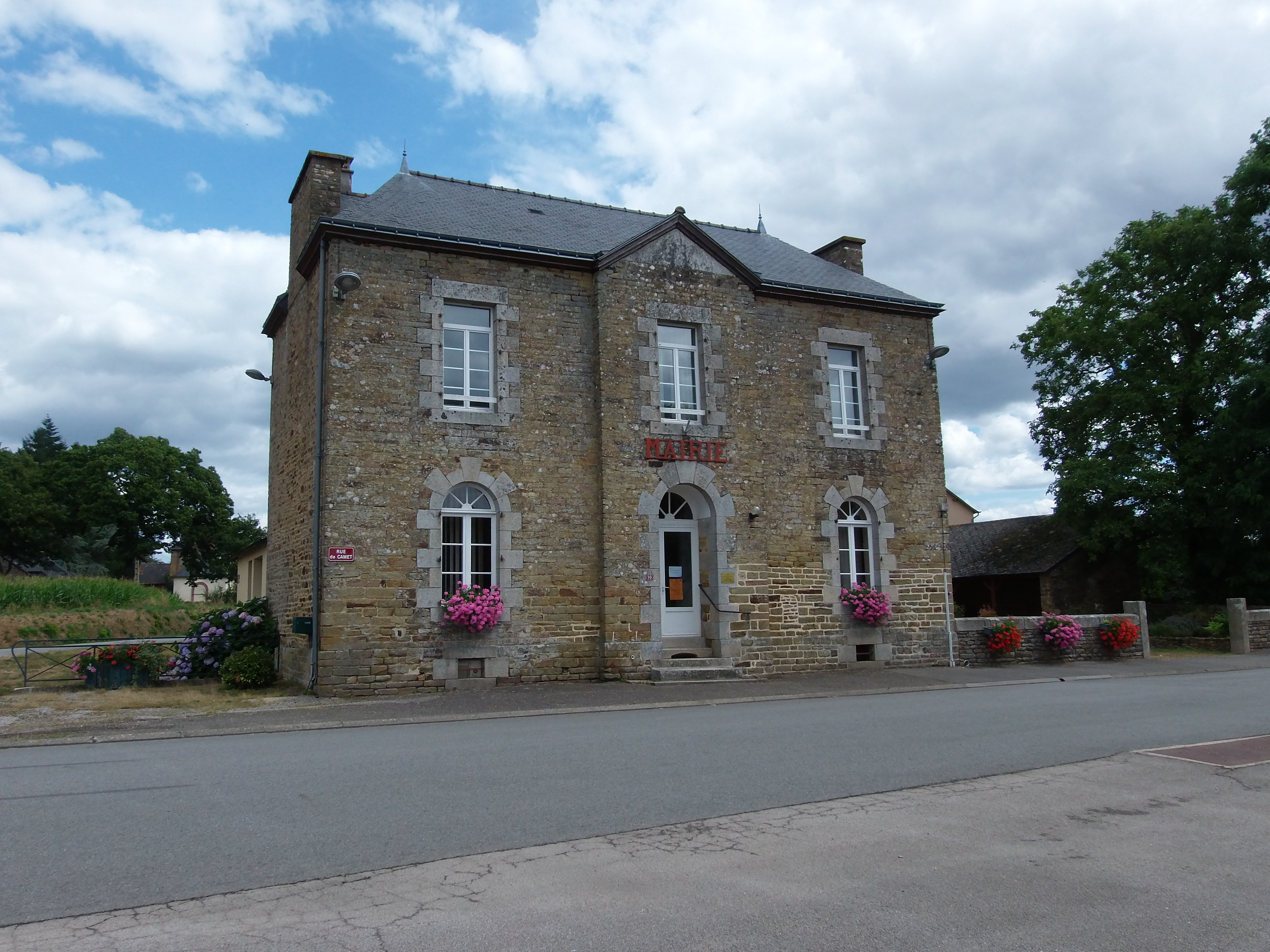
Gemeentehuis

## Geografie
De onderstaande kaart toont de ligging van Saint-Brieuc-de-Mauron met de belangrijkste infrastructuur en aangrenzende gemeenten.

## Demografie
Onderstaande figuur toont het verloop van het inwonertal, bron: INSEE-tellingen. 

1. ↑  Populations de référence 2022.